# Casa dels Mestres (Alella)
La Casa dels Mestres o Casa de les Escoles és una obra racionalista d'Alella (Maresme) protegida com a Bé Cultural d'Interès Local. Està situada al costat de les Escoles Fabra.

## Descripció
Habitatge de planta baixa i pis, situat entre mitgeres amb pati-jardí al davant i pati al darrere. La coberta és amb teulada a dues vessants. L'estructura: tres crugies perpendiculars a la façana principal, la central molt més estreta correspon a l'entrada i l'escala, les laterals comprenen cadascuna un habitatge per planta, resultant un total de quatre habitatges. La façana principal està orientada a sud. És un edifici adossat a les escoles, al pati davanter.